# Paweł Zbrożek
Paweł Zbrożek herbu Jasieńczyk, (Paweł Zbrożek z Żernik), (ur. ok. 1440, zm. 1514), syn Mikołaja – wojski bełski w latach 1489–1514, poseł na sejm 1505 i 1511 roku z województwa bełskiego.
Według innych źródeł w 1489 roku Paweł Zbrożek mianował się wojewodą bełskim („Paulus Zbrożek de Synyk palatinus Bełsensis”), a tytułowanym kasztelanem został Dobiesław Byszowski („Dobislaus Bischowski castellanus et capitaneus terrae Bełsensis”). Zbrożek był wojewodą nie później niż do 1494 roku, kiedy na urzędzie tym zasiadł Mikołaj Tęczyński (1494–1496).
W 1470 roku poślubił Zofię Ciechomską h. Wąż (ur. ok. 1450).

## Właściciel ziemski
W roku 1491 ojciec Mikołaj przekazuje Pawłowi swoje dobra w postaci 12 wsi: Żerniki, Ratyczów, Krzewicę, Rudkę, Łubcze, Szlatyn, Worochtę, Chorobrów, Przemysłów, Uhrynów, Hołubie, Nuśmice a także wójtostwo w Hrebennem i zastaw na Radkowie.